# Luigi II d'Assia
Luigi II d'Assia (Darmstadt, 26 dicembre 1777 – Darmstadt, 16 giugno 1848) è stato granduca d'Assia e del Reno dal 1830 fino alla sua morte.

## Biografia
Luigi era il figlio maggiore del granduca Luigi I d'Assia (1753-1830) e di sua moglie Luisa d'Assia-Darmstadt (1761-1829), figlia del principe Giorgio Guglielmo d'Assia-Darmstadt.
Iniziò i propri studi a Lipsia, ove rimase sino al 1795.
Tornato in patria, sposò Guglielmina di Baden, figlia del principe ereditario Carlo Luigi di Baden, il 19 giugno 1804 a Karlsruhe. In quello stesso anno presenziò, su invito, all'incoronazione di Napoleone I ad imperatore a Parigi. Dopo la nomina a granduca del padre nel 1806, Luigi ottenne il titolo di granduca ereditario e partecipò ai concordati di Erfurt e al Congresso di Vienna. Partecipò quindi all'incoronazione di Luigi XVIII di Francia, restaurato al governo dello stato francese dopo l'esperienza napoleonica.
Il principe venne ufficialmente incoronato il 6 aprile 1830 a Darmstadt. Si preoccupò come prima cosa di saldare i propri debiti, che non era stato possibile risolvere in precedenza a causa dei continui conflitti. D'accordo con il primo ministro Karl du Thil, continuò l'opera di riforma dello stato iniziata dal padre.
Con la rivoluzione del 5 marzo 1848 venne costretto a nominare suo figlio Luigi co-reggente e successivamente a cedergli il trono. Morì però il 16 giugno di quello stesso anno e Luigi III poté assurgere al trono ufficialmente.

## Discendenza
- Luigi III d'Assia (1806-1877), sposò la principessa Matilde Carolina di Baviera e poi, morganaticamente, Magdalene Appel
- Carlo (1809-1877), sposò la principessa Elisabetta di Prussia, nipote paterna di Federico Guglielmo II, re di Prussia

- Un bambino (nato e morto nel 1820)
- Elisabetta (1821-1826)
- Alessandro (1823-1888), sposò Julia von Hauke
- Maria (1824-1880), sposò lo zar Alessandro II di Russia

## Ascendenza
|                                                        |                              |                                                                       | Genitori                                           |  |  | Nonni |  |  | Bisnonni                     |  |  | Trisnonni                       |  |
|                                                        |                              |                                                                       |                                                    |  |  |       |  |  | Luigi VIII d'Assia-Darmstadt |  |  | Ernesto Luigi d'Assia-Darmstadt |  |
|                                                        |                              |                                                                       |                                                    |  |  |       |  |  | Luigi VIII d'Assia-Darmstadt |  |  | Ernesto Luigi d'Assia-Darmstadt |  |
|                                                        |                              | Dorotea Carlotta di Brandeburgo-Ansbach                               |                                                    |  |  |       |  |  | Luigi VIII d'Assia-Darmstadt |  |  |                                 |  |
| Luigi IX d'Assia-Darmstadt                             |                              |                                                                       |                                                    |  |  |       |  |  | Luigi VIII d'Assia-Darmstadt |  |  |                                 |  |
|                                                        |                              | Carlotta di Hanau-Lichtenberg                                         | Giovanni Reinardo III di Hanau-Lichtenberg         |  |  |       |  |  |                              |  |  |                                 |  |
|                                                        |                              | Carlotta di Hanau-Lichtenberg                                         | Giovanni Reinardo III di Hanau-Lichtenberg         |  |  |       |  |  |                              |  |  |                                 |  |
|                                                        |                              | Carlotta di Hanau-Lichtenberg                                         | Dorotea Federica di Brandeburgo-Ansbach            |  |  |       |  |  |                              |  |  |                                 |  |
| Luigi I d'Assia                                        |                              | Carlotta di Hanau-Lichtenberg                                         |                                                    |  |  |       |  |  |                              |  |  |                                 |  |
|                                                        |                              | Cristiano III del Palatinato-Zweibrücken                              | Cristiano II del Palatinato-Zweibrücken-Birkenfeld |  |  |       |  |  |                              |  |  |                                 |  |
|                                                        |                              | Cristiano III del Palatinato-Zweibrücken                              | Cristiano II del Palatinato-Zweibrücken-Birkenfeld |  |  |       |  |  |                              |  |  |                                 |  |
|                                                        |                              | Cristiano III del Palatinato-Zweibrücken                              | Caterina Agata di Rappoltstein                     |  |  |       |  |  |                              |  |  |                                 |  |
| Carolina del Palatinato-Zweibrücken-Birkenfeld         |                              | Cristiano III del Palatinato-Zweibrücken                              |                                                    |  |  |       |  |  |                              |  |  |                                 |  |
|                                                        |                              | Carolina di Nassau-Saarbrücken                                        | Luigi Crato di Nassau-Saarbrücken                  |  |  |       |  |  |                              |  |  |                                 |  |
|                                                        |                              | Carolina di Nassau-Saarbrücken                                        | Luigi Crato di Nassau-Saarbrücken                  |  |  |       |  |  |                              |  |  |                                 |  |
|                                                        |                              | Carolina di Nassau-Saarbrücken                                        | Filippa Enrichetta di Hohenlohe-Langenburg         |  |  |       |  |  |                              |  |  |                                 |  |
| Luigi II d'Assia                                       |                              | Carolina di Nassau-Saarbrücken                                        |                                                    |  |  |       |  |  |                              |  |  |                                 |  |
|                                                        | Luigi VIII d'Assia-Darmstadt | Ernesto Luigi d'Assia-Darmstadt                                       |                                                    |  |  |       |  |  |                              |  |  |                                 |  |
|                                                        | Luigi VIII d'Assia-Darmstadt | Ernesto Luigi d'Assia-Darmstadt                                       |                                                    |  |  |       |  |  |                              |  |  |                                 |  |
|                                                        | Luigi VIII d'Assia-Darmstadt | Dorotea Carlotta di Brandeburgo-Ansbach                               |                                                    |  |  |       |  |  |                              |  |  |                                 |  |
| Giorgio Guglielmo d'Assia-Darmstadt                    | Luigi VIII d'Assia-Darmstadt |                                                                       |                                                    |  |  |       |  |  |                              |  |  |                                 |  |
|                                                        |                              | Carlotta di Hanau-Lichtenberg                                         | Giovanni Reinardo III di Hanau-Lichtenberg         |  |  |       |  |  |                              |  |  |                                 |  |
|                                                        |                              | Carlotta di Hanau-Lichtenberg                                         | Giovanni Reinardo III di Hanau-Lichtenberg         |  |  |       |  |  |                              |  |  |                                 |  |
|                                                        |                              | Carlotta di Hanau-Lichtenberg                                         | Dorotea Federica di Brandeburgo-Ansbach            |  |  |       |  |  |                              |  |  |                                 |  |
| Luisa d'Assia-Darmstadt                                |                              | Carlotta di Hanau-Lichtenberg                                         |                                                    |  |  |       |  |  |                              |  |  |                                 |  |
|                                                        |                              | Cristiano Carlo Reinardo di Leiningen-Dachsburg-Falkenburg-Heidesheim | Giovanni di Leiningen-Dagsburg-Falkenburg          |  |  |       |  |  |                              |  |  |                                 |  |
|                                                        |                              | Cristiano Carlo Reinardo di Leiningen-Dachsburg-Falkenburg-Heidesheim | Giovanni di Leiningen-Dagsburg-Falkenburg          |  |  |       |  |  |                              |  |  |                                 |  |
|                                                        |                              | Cristiano Carlo Reinardo di Leiningen-Dachsburg-Falkenburg-Heidesheim | Giovanna Maddalena di Hanau-Lichtenberg            |  |  |       |  |  |                              |  |  |                                 |  |
| Maria Luisa Albertina di Leiningen-Dagsburg-Falkenburg |                              | Cristiano Carlo Reinardo di Leiningen-Dachsburg-Falkenburg-Heidesheim |                                                    |  |  |       |  |  |                              |  |  |                                 |  |
|                                                        |                              | Caterina Polissena di Solms-Rödelheim                                 | Luigi di Solms-Rödelheim                           |  |  |       |  |  |                              |  |  |                                 |  |
|                                                        |                              | Caterina Polissena di Solms-Rödelheim                                 | Luigi di Solms-Rödelheim                           |  |  |       |  |  |                              |  |  |                                 |  |
|                                                        |                              | Caterina Polissena di Solms-Rödelheim                                 | Carlotta Sibilla di Ahlefeldt                      |  |  |       |  |  |                              |  |  |                                 |  |
|                                                        |                              | Caterina Polissena di Solms-Rödelheim                                 |                                                    |  |  |       |  |  |                              |  |  |                                 |  |